# Cynorta krausi
Cynorta krausi is een hooiwagen uit de familie Cosmetidae.